# Vila Dela (Staré Splavy)
Vila Dela (známá též jako Dela, Villa Dela, Rindlerova vila nebo Kohnova vila) je funkcionalistická vila ve Starých Splavech. 

## Historie
Objekt čp. 121 se nachází ve Starých Splavech, ve vilové čtvrti Lázeňský vrch. Pro židovskou rodinu Rindlerových z Prahy ji jako letní obytný dům na přelomu dvacátých a třicátých let 20. století navrhl jeden z nejvýznačnějších pražských židovských meziválečných architektů Otto Kohn, autor např. pražského obytného komplexu Molochov na Letné, bratr Karla Kohna, a mj., také biologický otec režiséra Miloše Formana.
Stavba byla realizována v letech 1927–1929, pravděpodobně stavitelem Josefem Fritschem, který je také autorem původního architektonického návrhu.
V roce 1938 byla po záboru Sudet Třetí říší arizována a po druhé světové válce ji odkoupila soukromá osoba, která ji vlastní dodnes.
Vila byla pojmenována po manželce majitele, Adéle Rindlerové (která byla r. 1942 zavražděna nacisty během holocaustu ve vyhlazovacím táboře v Osvětimi-Birkenau).

## Architektura

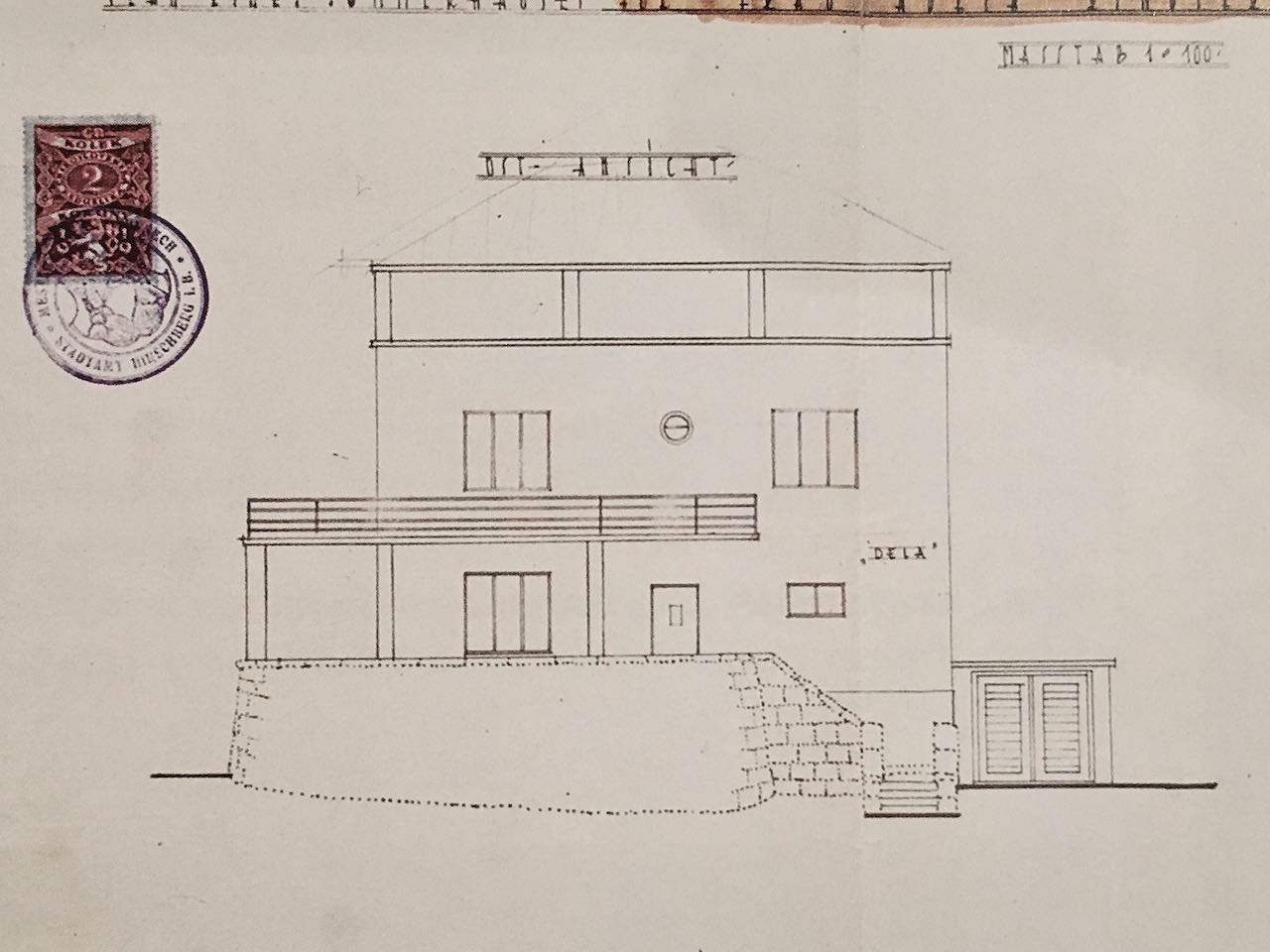
Původní architektonický plán ing. arch. Otto Kohna

Jedná se o dvoupatrovou funkcionalistickou stavbu obdélníkového půdorysu. Architektonický návrh domu se drží konceptu funkcionalismu: forma sleduje funkci. Objekt má přísně pravoúhlé tvary, které narušuje pouze zaoblená nárožní terasa v přízemí, a balkon prvního patra, stojící na čtvercových sloupech na kamenné podezdívce. Pro vilu je charakteristická kombinace hladkých omítaných ploch a detailů, fasáda je hladká a prosta jakýchkoliv dekorací. V současnosti má pastelově oranžovou barvu, původně lze předpokládat snad bílou. Okna jsou rozmístěna nepravidelně, neboť odpovídají funkci jednotlivých prostor domu. Nápadným prvkem, který kontrastuje s uhlazenou formou stavby, je kamenná podezdívka z pískovcových kvádrů, typických pro zdejší stavby. 

## Současnost
Vila v nedávné době[kdy?] prošla částečnou rekonstrukcí. Již dříve byly odstraněny některé původní prvky, např. kruhové okénko v průčelí prvního patra. Budova není památkově chráněná a není přístupná veřejnosti. 